# Роберт Дерк
Роберт Дерк (англ. Robert Dirk, нар. 20 серпня 1966, Реджайна) — колишній канадський хокеїст, що грав на позиції захисника.

## Ігрова кар'єра
Професійну хокейну кар'єру розпочав 1986 року.
1984 року був обраний на драфті НХЛ під 53-м загальним номером командою «Сент-Луїс Блюз». 
Протягом професійної клубної ігрової кар'єри, що тривала 12 років, захищав кольори команд «Сент-Луїс Блюз», «Ванкувер Канакс», «Чикаго Блекгокс», «Анагайм Дакс» та «Монреаль Канадієнс».

## Тренерська кар'єра
З 1997 очолив клуб хокейної ліги США «Вінстон-Салем Айсгокс», який тренував три сезони. Також очолював клуб «Такома Саберкетс» з 2000 по 2002. З 2005 директор спортивної арени в місті Бомонт (Ламарський університет).